# Wallblake House
Wallblake House is een voormalige plantagehuis in The Valley in Anguilla. Het was in 1787 gebouwd en is een van de oudste gebouwen van Anguilla. In 1959 werd het eigendom van de Katholieke Kerk en werd als pastorie gebruikt. In 2018 werd een erfgoedmuseum geopend in het huis.

## Geschiedenis
Wallblake House werd in 1787 gebouwd door Will Blake als plantagehuis voor een suikerrietplantage. In de keuken bevindt zich een steen met de oprichtingsdatum. In 1796 werd Anguilla door Franse troepen aangevallen. De soldaten ontdekten Hodge, een kreupele man, in de kelder van het huis, vermoordden hem, en staken het huis in brand. Nadat de Fransen waren verslagen werd de moord ontdekt en trok een groep kwade burgers naar de gevangenis, en openden het vuur op de krijgsgevangenen. Wallblake House werd later weer opgebouwd.
Wallblake House bleef in particuliere handen. De laatste bewoner was Marie Lake die het huis in 1959 in haar testament naliet aan de Katholieke Kerk. De kerk gebruikte het huis als pastorie voor de naburige Sint Gerardkerk. In 1978 werd het verhuurd aan het ministerie van toerisme. In 2004 werd het huis gerestaureerd, maar in 2017 beschadigd door orkaan Irma. In december 2018 werd Wallblake House heropend als erfgoedmuseum. Het bevat meubels en objecten uit de geschiedenis van Anguilla, en een overzicht van de katoenteelt, zoutproductie, en kledingindustrie van het eiland.
De keuken, stallen en slavenverblijven van Wallblake House zijn in originele conditie.